# Belmez
Belmez és un municipi de la província de Còrdova a la comunitat autònoma d'Andalusia, a la comarca de Valle del Guadiato.

## Demografia
| Població | ..    | 3.322 | 7.097 | 12.046 | 8.846 | 8.978 | 9.460 | 10.151 | 10.421 | 10.440 | 9.672 | 9.202 |
|          | 1970  | 1981  | 1991  | 1996   | 1998  | 2000  | 2002  | 2003   | 2004   | 2005   | 2006  | 2007  |
| Població | 5.832 | 4.311 | 4.326 | 4.115  | 4.057 | 3.924 | 3.705 | 3.588  | 3.527  | 3.440  | 3.327 | 3.373 |